# Penne (makaron)
Penne – makaron typowy dla kuchni włoskiej, pochodzący z południa Włoch. Ma kształt ciętych pod kątem ostrym rurek, które mogą być rowkowane (penne rigate) lub, rzadziej, gładkie (penne lisce). Podaje się go np. z owocami morza lub z pesto. W Polsce występuje też jako pióra bądź piórka.